# Ташро, Робер
Достопочтенный Робе́р Ташро́ (фр. Robert Taschereau, 10 сентября 1896, Квебек — 26 июля 1970) — адвокат и судья. В 1963 стал главным судьёй Верховного суда Канады и оставался на этом посту до 1967.

## Биография
После смерти Жоржа Ванье он исполнял обязанности генерал-губернатора Канады с 5 марта по 17 апреля 1967.
Его отец Луи-Александр Ташро был премьер-министром Квебека, а дед сэр Анри Эльзеар Ташро также служил главным судьёй Верховного суда Канады.
Является кавалером ордена Канады.